# Calliopsis hesperia
Calliopsis hesperia är en biart som först beskrevs av Swenk och Cockerell 1907.  Calliopsis hesperia ingår i släktet Calliopsis och familjen grävbin. Inga underarter finns listade.